# Politistation
En Politistation er en bygning, som fungerer som center for politiets administration.
Der findes politistationer i alle større danske byer, hvoraf nogle har døgnåbent, medens andre er åbne efter behov.
Stationerne kan indeholde kontorer, kantine, afhøringsfaciliteter, hvile-muligheder for tjenestepersonale, celler til foreløbig indsættelse af arrestanter og berusere samt tilhørende parkeringsmuligheder for beslaglagte og politiets egne køretøjer.